# Lac Bueil
Pour les articles homonymes, voir Bueil.
Le Lac Bueil est un plan d'eau douce du versant de la rivière Rupert, dans Eeyou Istchee Baie-James (municipalité), dans la région administrative du
Nord-du-Québec, dans la province de Québec, au Canada.
Ce plan d'eau fait partie de la réserve faunique des Lacs-Albanel-Mistassini-et-Waconichi. La foresterie constitue la principale activité économique du secteur ; les activités récréotouristiques en second. Les zones environnantes sont propices à la chasse et à la pêche.
Le bassin versant du Lac Bueil est desservi par quelques routes forestières pour la foresterie et les activités récréotouristiques.
La surface du Lac Bueil est habituellement gelée de la fin octobre au début mai, toutefois la circulation sécuritaire sur la glace se fait généralement de la mi-novembre à la fin d'avril.

## Géographie
Les principaux bassins versants voisins du Lac Bueil sont :
- côté nord : lac Mesière, lac Larabel, lac Miskittenau, lac Boisfort, rivière Natastan, rivière Rupert ;
- côté est : rivière De Maurès, lac Savignac, lac Saint-Urcisse, lac Mistassini ;
- côté sud : lac Savignac, lac De Maurès, rivière De Maurès, lac Samuel-Bédard ;
- côté ouest : lac De L'Épervanche, lac Troilus, lac Testard (rivière Broadback), lac Avranches, lac Canotaicane, lac Robineau.

Situé à l'ouest du lac Mistassini, le Lac Bueil comporte une superficie de 43,14 km2. Ce lac comporte une longueur de 20,7 km, une largeur maximale de 4,1 km et une altitude de 384 m.
Le Lac Bueil comporte plusieurs dizaines d'îles, de nombreuses baies et presqu'îles. Les principales caractéristiques de ce lac sont (sens horaire à partir de l'embouchure située au nord-est) :
- une baie s'étirant sur 3,8 km vers le nord,jusqu'à l'embouchure du lac ; elle comporte une baie secondaire s'étirant vers l'est sur 0,9 km ;
- une baie s'avançant vers l'est sur 1,5 km avec un appendice de 1,8 km vers le nord ;
- la partie sud-est du lac, comportant plusieurs baies, entourées de zones de marais ; cette partie du lac comporte une île principale d'une longueur de 3,0 km ;
- un détroit d'une longueur de 1,7 km et d'une largeur de 0,2 km, séparant la partie sud-est de la partie principale du lac ;
- une baie au sud-ouest s'étirant sur 6,2 km de forme complexe, comportant des dizaines d'îles ;

L'embouchure du Lac Bueil est localisée au fond d'une baie au nord-ouest du lac, soit à :
- 21,1 km à l'ouest du lac Mistassini ;
- 37,6 km au sud-est de l'embouchure de la décharge du Lac Bueil (confluence avec un plan d'eau traversé par la rivière Natastan) ;
- 36,9 km au sud-ouest de l'embouchure du lac Mistassini (confluence avec la rivière Rupert ;
- 95,7 km au sud-est de l'embouchure du lac Mesgouez (lequel est traversé par la rivière Rupert) ;
- 62,6 km au nord-ouest du centre du village de Mistissini (municipalité de village cri) ;
- 116,8 km au nord-ouest du centre-ville de Chibougamau ;
- 332,9 km au nord-est de la confluence de la rivière Rupert et de la baie de Rupert[1].

À partir de l'embouchure du lac, la décharge du Lac Bueil coule sur km vers le nord en traversant une série de lacs dont le lac Larabel, jusqu'à la rive sud de la rivière Natastan. Le courant de cette dernière contourne par le Sud de l'île du Sud-Est, pour rejoindre le lac La Bardelière, puis emprunte vers l'Ouest le cours de la rivière Rupert jusqu'à la Baie James.

## Toponymie
Le toponyme « lac Bueil » évoque la mémoire du Vice-amiral de Bretagne, Honorat de Bueil, associé à certains armateurs. Il favorisa Troilus de La Roche de Mesgouez dans l'acquisition et l'équipement de deux vaisseaux pour s'emparer, selon le mandat obtenu d'Henri IV en mars 1577, de tous les territoires «dont il se pourra rendre maître» en Amérique. Lieutenant du roi en Touraine puis gouverneur de Saint-Malo, Bueil meurt à son poste, en 1590, lors de l'attaque de son château par les partisans de la Ligue, mouvement catholique hostile à Henri IV. Le nom de Bueil survit au Québec car, au moins depuis le début des années 1950, certains documents cartographiques désignent de cette façon une étendue d'eau du Nord-du-Québec, d'une superficie de 35 km², à une vingtaine de kilomètres à l'est du lac Troilus et à environ 25 km à l'ouest du lac Mistassini.
Le toponyme "lac De Bueil" a été officialisé le 5 décembre 1968 par la Commission de toponymie du Québec, soit à la création de la commission.